# Sure (Every Little Thingの曲)
『sure』（シュアー）は、日本の音楽グループ、Every Little Thingの14枚目のシングル。

## 解説
前作『Pray/Get Into A Groove』から1か月でのリリースで、キーボード担当の五十嵐充在籍時最後のシングル。シングルカットである「Never Stop!」を除くオリジナルシングルとしては、持田が初めて作詞を担当している。また、それまでのシングルはほぼ五十嵐が全ての楽曲製作をしていたが、本作からは持田や伊藤が楽曲製作に参加している。
オリコンチャート最高位3位、累計25万枚。

## 収録曲
- 全作詞：持田香織

1. sure
  - 作曲・編曲：Every Little Thing
  - 日本テレビ系ドラマ『バーチャルガール』主題歌
2. switch
  - 作曲・編曲：伊藤一朗
  - ギターの伊藤が、インスト曲以外では初めて作曲した。
3. sure (Instrumental)
4. switch (Instrumental)

## 楽曲の収録アルバム
sure
- 『eternity』※Orchestra versionとして収録
- 『Every Ballad Songs』
- 『Every Best Single 2』
- 『Every Best Single 〜COMPLETE〜』
- 『Every Best Single 2 ～MORE COMPLETE～』
- 『Every Best Single 2 〜Early period〜』

switch
- 『eternity』※Album Mixとして収録